# Babice (Kelet-prágai járás)
Babice település Csehországban, a Kelet-prágai járásban. Babice Říčany, Březí, Mukařov, Škvorec, Doubek és Tehovec településekkel határos. Lakosainak száma 1455 fő (2024. január 1.).

## Népesség
A település lakosságának változását az alábbi diagram mutatja:
| Lakosok száma | 452  | 394  | 444  | 348  | 236  | 843  | 1034 | 1194 | 1415 | 1455 |
|               | 1869 | 1900 | 1921 | 1961 | 1980 | 2011 | 2016 | 2019 | 2021 | 2024 |